# Katarzyna Niewiadoma
Katarzyna Niewiadoma (Limanowa, 29 september 1994) is een Poolse wielrenster die sinds 2018 rijdt voor het Duitse Canyon//SRAM Racing.

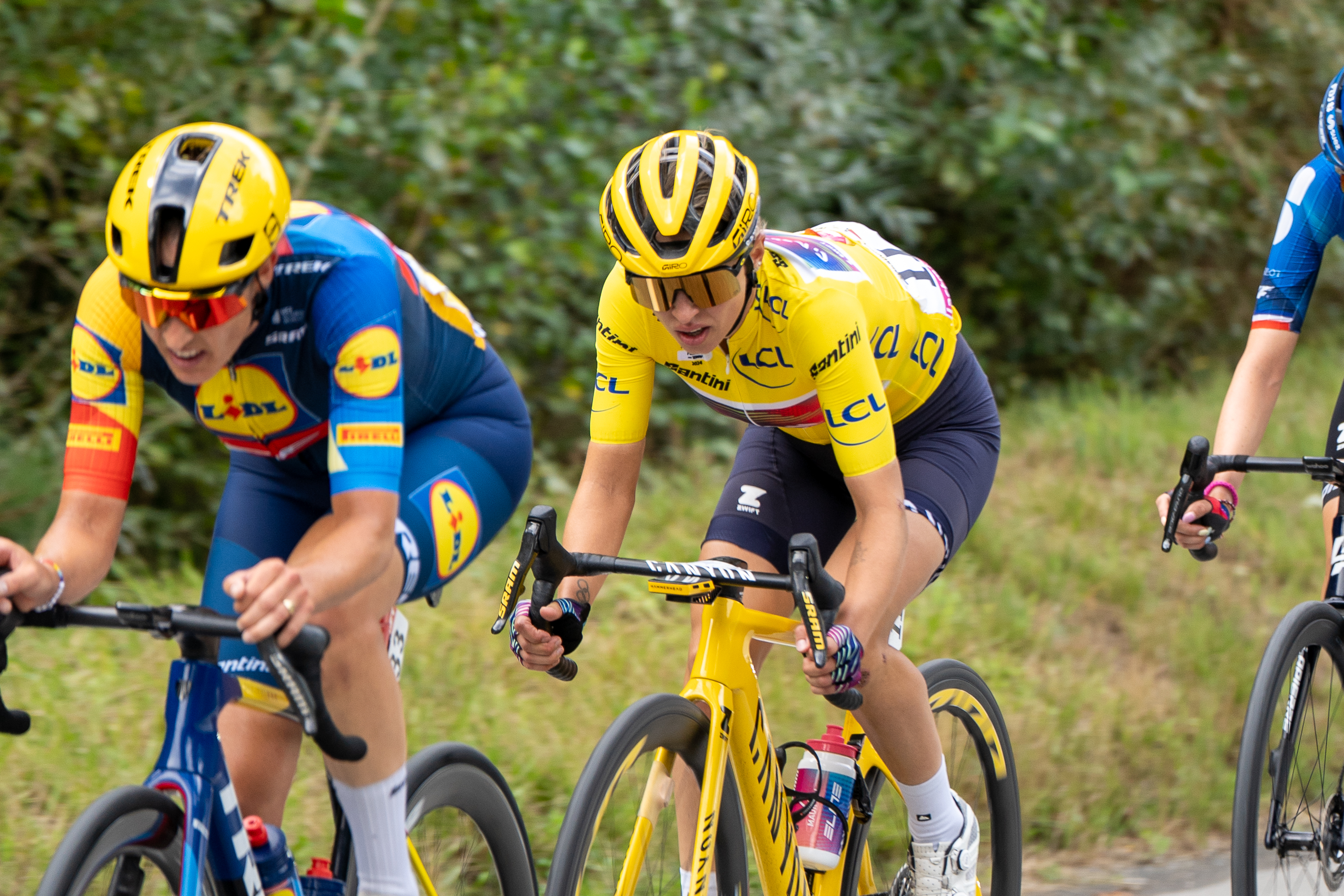
Katarzyna Niewiadoma in etappe 8 van de Tour de France Femmes in 2024.

## Biografie

### Doorbraak
Sinds haar stage in augustus 2013 rijdt Niewiadoma voor de Nederlandse ploeg Rabo-Liv. Tijdens die stage won ze gelijk het jongerenklassement in de Boels Rental Ladies Tour. In 2014 won ze de GP Gippingen en het berg- en jongerenklassement in de eerste editie van de Ladies Tour of Norway. In 2015 won ze het eindklassement in de Emakumeen Euskal Bira, won ze het jongerenklassement in de Giro Rosa en werd ze Europees kampioene (onder 23) in Tartu (Estland). Tijdens de wegrit op de Europese Spelen in Bakoe (Azerbeidzjan) werd ze tweede achter Alena Amjaljoesik.

### 2016

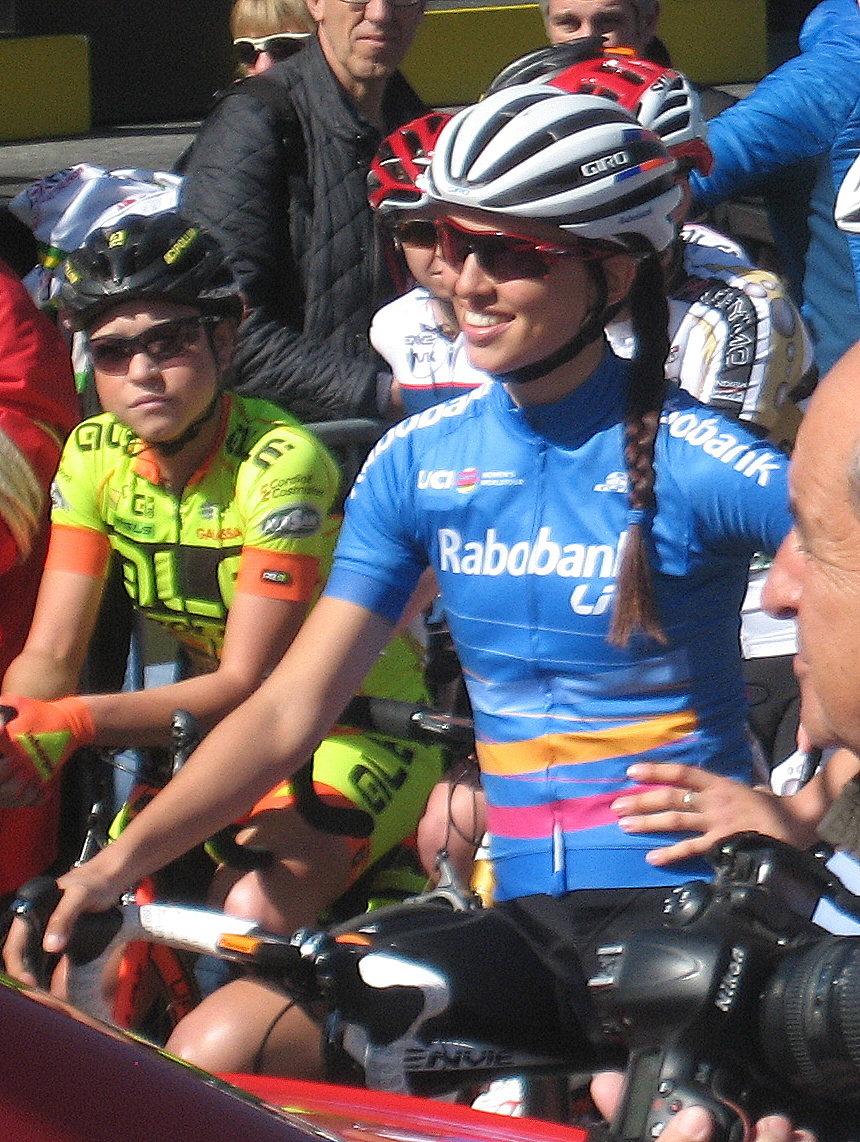
Jongerentrui van de World Tour in 2016

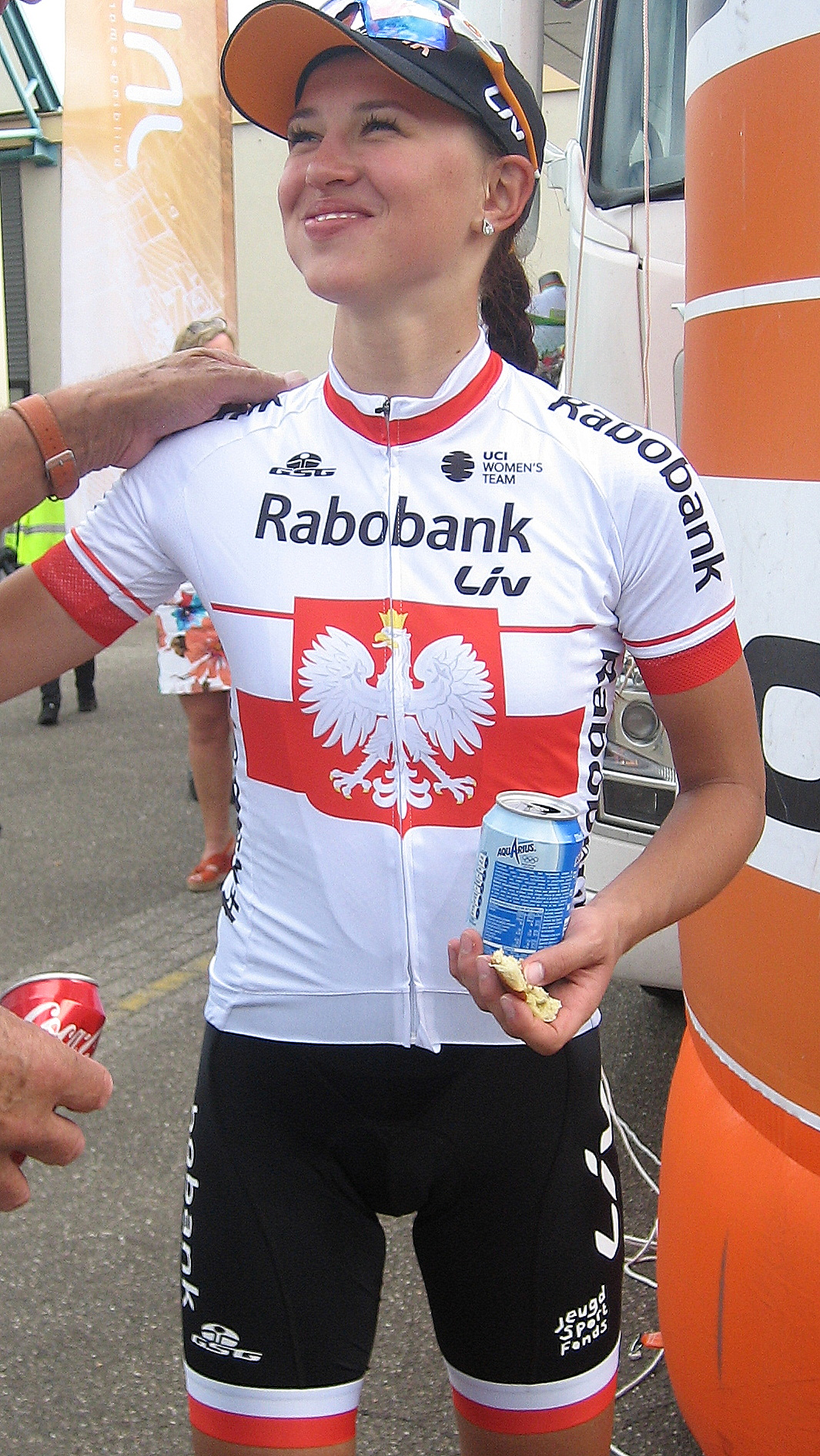
Niewiadoma als Pools kampioene in 2016

In 2016 won Niewiadoma de Ronde van Gelderland en de etappekoersen Grote Prijs Elsy Jacobs en Giro del Trentino Alto Adige-Südtirol. In juni werd ze Pools kampioene op de weg en in de tijdrit. In augustus werd ze namens Polen 6e en 18e in de weg- en tijdrit op de Olympische Zomerspelen 2016 in Rio de Janeiro. In september won ze de 3e en 6e etappe in de Holland Ladies Tour, beide in Limburg: de 3e etappe finishte bij Huis Watersley op de Kollenberg in Sittard; de 6e (en laatste) etappe finishte boven op de Cauberg in Valkenburg. Op de Europese kampioenschappen wielrennen later die maand in het Franse Plumelec werd ze op de wegrit tweede achter Anna van der Breggen; ze was daarmee wel de snelste belofte. Ze won bovendien het jongerenklassement van de World Tour.

### 2017

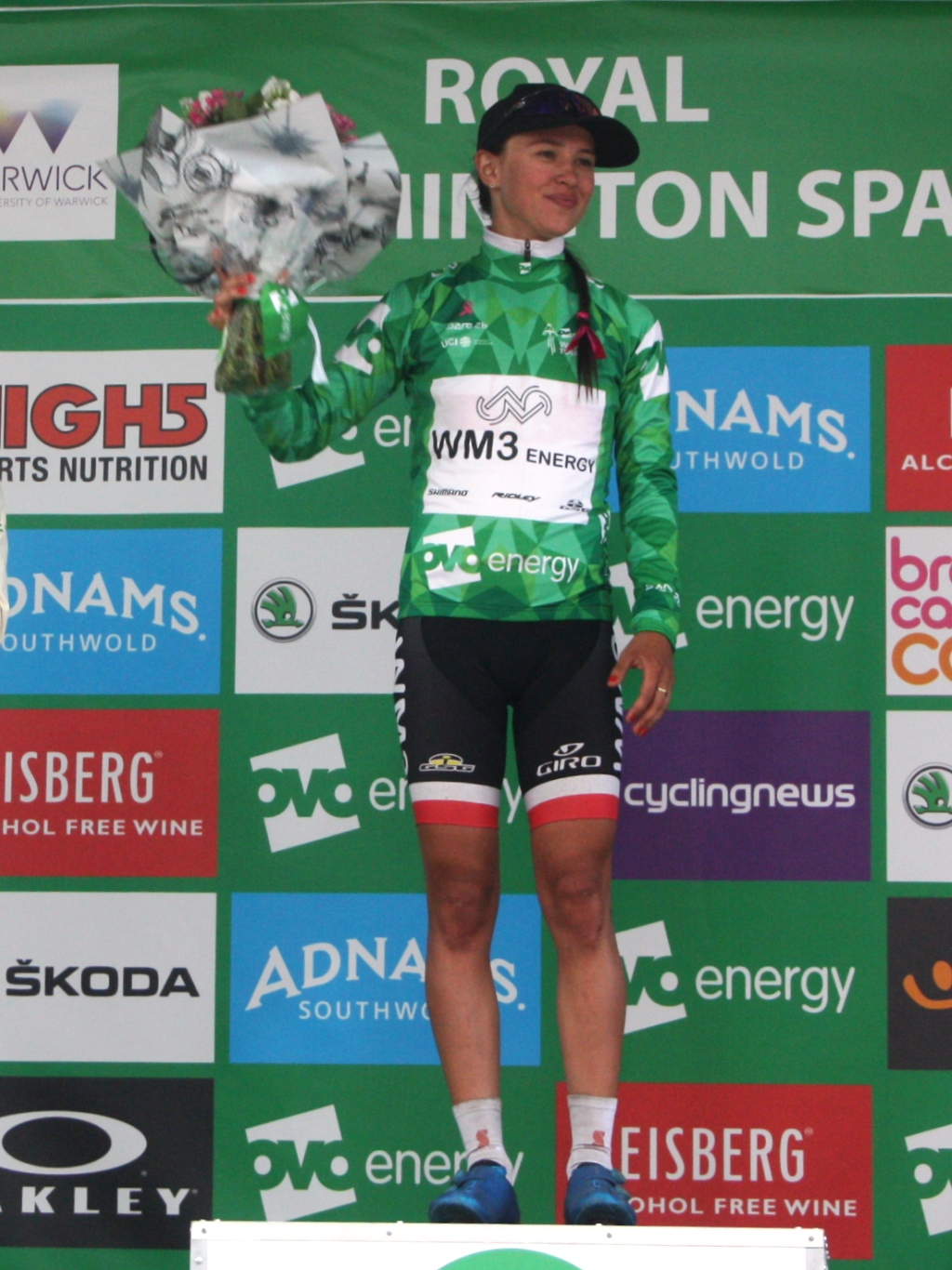
Eindwinst in OVO Women's Tour 2017

In 2017 werd Niewiadoma tweede in Strade Bianche achter Elisa Longo Borghini en derde in de drie Ardense klassiekers, telkens achter Anna van der Breggen en Lizzie Deignan. Op 7 juni won ze de eerste etappe van de OVO Women's Tour na een solo van bijna 50 km. Ze wist de leiding te behouden en won zodoende ook het eindklassement, hierdoor kwam ze ook aan de leiding in de World Tour. Eind juli maakte ze bekend over te stappen naar Canyon-SRAM in 2018. In september werd ze vijfde op het WK in het Noorse Bergen.

### 2018
In maart 2018 werd Niewiadoma voor de derde maal op rij tweede in de Strade Bianche. Twee weken later, op 18 maart won ze de Trofeo Alfredo Binda door - net als Vincenzo Nibali een dag eerder in Milaan-San Remo - vroeg aan te vallen. In augustus won ze het bergklassement van de Ladies Tour of Norway en in september won ze de 5e etappe, het eind- en bergklassement van de Tour de l'Ardèche.

### 2019
Ook in het voorjaar van 2019 behaalde ze in de voorjaarsklassiekers meerdere keren de top tien. Ze stond voor de vierde maal op rij op het podium in de Strade Bianche en op 21 april won ze de Amstel Gold Race door Annemiek van Vleuten voor te blijven na een demarrage op de Cauberg. In juni won ze de 4e etappe en het bergklassement in de OVO Energy Women's Tour.

## Palmares

### Wegwielrennen
2012
- Pools kampioenschap tijdrijden (junior)

2013
- Jongerenklassement Boels Rental Ladies Tour

2014
- GP Gippingen
- Jongerenklassement Ladies Tour of Norway
  -  Bergklassement Ladies Tour of Norway
- Pools kampioenschap tijdrijden

2015
- Europees kampioene op de weg (onder 23)
- Europese Spelen op de weg in Bakoe
- Pools kampioenschap tijdrijden
- Eindklassement Emakumeen Euskal Bira
  -  Bergklassement Emakumeen Euskal Bira
- Jongerenklassement Giro Rosa

2016
- Jongerenklassement Women's World Tour
- Pools kampioene op de weg
- Pools kampioene tijdrijden
- Europees kampioene op de weg (onder 23)
- Europees kampioenschap op de weg (elite)
- Ronde van Gelderland
- Eindklassement GP Elsy Jacobs
  -  Jongerenklassement
  - 2e etappe
- Eindklassement Giro del Trentino Alto Adige-Südtirol
  -  Bergklassement
  -  Jongerenklassement
  - Etappe 1 en 2A (TTT)
- Jongerenklassement Giro Rosa
- Puntenklassement Holland Ladies Tour
  -  Jongerenklassement
  - 3e en 6e etappe

2017
- Eindklassement OVO Women's Tour (WWT)
  - 1e etappe OVO Women's Tour

2018
- Trofeo Alfredo Binda (WWT)
- Bergklassement Ladies Tour of Norway (WWT)
- Eindklassement Tour de l'Ardèche
  -  Bergklassement
  - 5e etappe

2019
- Amstel Gold Race (WWT)
- 4e etappe OVO Energy Women's Tour (WWT)
- Bergklassement OVO Energy Women's Tour

2023
- Bergklassement Tour de France Femmes

2024
- Waalse Pijl
- Bergklassement Ronde van Thüringen
- Eindklassement Tour de France Femmes

2025
- Pools kampioene tijdrijden

### Resultaten in voornaamste wedstrijden
| Jaar | Ronde van Italië | Ronde van Frankrijk | Ronde van Spanje |
| ---- | ---------------- | ------------------- | ---------------- |
| 2013 |                  |                     |                  |
| 2014 | 11e              |                     |                  |
| 2015 | 5e               |                     |                  |
| 2016 | 7e               |                     |                  |
| 2017 | 6e               |                     |                  |
| 2018 | 7e               |                     |                  |
| 2019 | 5e               |                     |                  |
| 2020 | ↑                |                     |                  |
| 2021 |                  |                     | 6e               |
| 2022 |                  | ↑                   | 10e              |
| 2023 |                  | ↑                   | 10e              |
| 2024 |                  | ↑                   | opgave           |
| 2025 |                  | ↑                   | 11e              |

| Jaar | Milaan-San Remo | Gent-Wevelgem | Ronde van Vlaanderen | Parijs-Roubaix | Amstel Gold Race | Luik-Bast.‑Luik | Strade Bianche | Waalse Pijl | Trofeo Alfredo Binda |  | WK op de weg |
| ---- | --------------- | ------------- | -------------------- | -------------- | ---------------- | --------------- | -------------- | ----------- | -------------------- |  | ------------ |
| 2013 |                 |               |                      |                |                  |                 |                |             | 36e                  |  | opgave       |
| 2014 |                 |               |                      |                |                  |                 |                | 15e         | opgave               |  | 11e          |
| 2015 |                 |               | 22e                  |                |                  |                 | 6e             | 5e          | 13e                  |  | 7e           |
| 2016 |                 |               | 10e                  |                |                  |                 | ↑              | 4e          | 7e                   |  | 35e          |
| 2017 |                 | 19e           | 8e                   |                | ↑                | ↑               | ↑              | ↑           | 8e                   |  | 5e           |
| 2018 |                 |               | 9e                   |                | 29e              | 14e             | ↑              | 21e         | ↑                    |  | 12e          |
| 2019 |                 | 84e           | 6e                   |                | ↑                | 6e              | ↑              | 6e          | 6e                   |  | 23e          |
| 2020 |                 |               |                      |                |                  | 19e             | opgave         | 10e         |                      |  | 7e           |
| 2021 |                 | 37e           | 20e                  | opgave         | 10e              | 4e              | 9e             | ↑           | 4e                   |  | ↑            |
| 2022 |                 | 31e           | 8e                   |                | 5e               | 9e              | 4e             | 12e         |                      |  | 8e           |
| 2023 |                 | 42e           | 5e                   |                | 4e               | 11e             | 6e             | 11e         | 15e                  |  |              |
| 2024 |                 |               | ↑                    |                | 20e              | 5e              | 4e             | ↑           |                      |  | 17e          |
| 2025 | 15e             |               | 4e                   |                | 33e              | 9e              | opgave         | 4e          |                      |  |              |

### Resultaten in overige rondes
| Jaar | Emakumeen Bira | Festival Elsy Jacobs | Giro del Trentino | Simac Ladies Tour | The Women's Tour | Ladies Tour of Norway | Tour de l'Ardèche |
| 2013 |                |                      | opgave            | 10e               |                  |                       |                   |
| 2014 |                | 27e                  |                   | 8e                |                  | ↑                     |                   |
| 2015 | ↑              | 14e                  |                   |                   |                  | 15e                   |                   |
| 2016 |                | ↑ (1)                | ↑ (2)             | 5e (2)            |                  |                       |                   |
| 2017 |                |                      |                   | 7e                | ↑ (1)            | 15e                   |                   |
| 2018 |                |                      |                   |                   | 20e              | 5e                    | ↑ (1)             |
| 2019 |                |                      |                   | 13e               | ↑ (1)            | 4e                    |                   |
| 2020 |                |                      |                   |                   |                  |                       |                   |
| 2021 |                |                      |                   | 13e               |                  |                       |                   |
| 2022 |                |                      |                   |                   | ↑                |                       |                   |
| 2023 |                |                      |                   | 6e                |                  |                       |                   |
| 2024 |                |                      |                   |                   |                  |                       |                   |

(*) tussen haakjes aantal individuele etappeoverwinningen

### Gravelrace
2023
- Wereldkampioenschap gravelrace

## Privé
Niewiadoma heeft sinds 2016 een relatie met de Amerikaanse voormalige wielrenner Taylor Phinney.

## Ploegen
- 2013 –  Rabobank-Liv (stagiaire vanaf 26 augustus)
- 2014 –  Rabobank-Liv
- 2015 –  Rabobank-Liv
- 2016 –  Rabobank-Liv
- 2017 –  WM3 Pro Cycling
- 2018 –  Canyon-SRAM
- 2019 –  Canyon-SRAM
- 2020 –  Canyon-SRAM
- 2021 –  Canyon-SRAM
- 2022 –  Canyon-SRAM
- 2023 –  Canyon-SRAM
- 2024 –  Canyon-SRAM
- 2025 –  Canyon//SRAM zondacrypto

Brand · De Jong · De Vocht · Ferrand-Prévot · Guarnier · Knetemann · Neff · Niewiadoma · Slappendel · Stultiens · Talen · Van Paassen · Van Vleuten · Vos
Brand · De Jong · Ferrand-Prévot · Knauer · Knetemann · Niewiadoma · Slappendel · Stultiens · Tenniglo · Van der Breggen · Van Paassen · Van Vleuten · Vos
Brand · De Jong · Ferrand-Prévot · Gillow · Knauer · Knetemann · Korevaar · Koster · Niewiadoma · Stultiens · Tenniglo · Van der Breggen · Vos
Brand · De Jong · Ferrand-Prévot · Gillow · Kastelijn · Knetemann · Korevaar · Koster · Niewiadoma · Tenniglo · Van der Breggen · Vos
Gafinovitz · Kastelijn · Kitchen · Korevaar · Koster · Markus · Niewiadoma · Plichta · Scandolara · Tenniglo · Vos
Amialiusik · A. Barnes · H. Barnes · Cecchini · Cromwell · Erath · Ferrand-Prévot · Klein · Niewiadoma · Riffel · Ryan · Thorvilson · Worrack
Amialiusik · A. Barnes · H. Barnes · Cecchini · Cromwell · Erath · Ferrand-Prévot · Gafinovitz · Harris · Klein · Ludwig · Niewiadoma · Riffel · Ryan · Shapira · Thorvilson
Amialiusik · A. Barnes · H. Barnes · Cecchini · Cromwell · Erath · Ferrand-Prévot · Gafinovitz · Harris · Klein · Ludwig · Niewiadoma · Pratt · Riffel · Ryan · Shapira · Thorvilson
Amialiusik · A. Barnes · H. Barnes · Bradbury · Chabbey · Cromwell · Dygert · Harris · Harvey · Klein · Ludwig · Niewiadoma · Ryan · Shapira
Amialiusik · Barnes · Bossuyt · Bradbury · Chabbey · Cromwell · Dygert · Harris · Harvey · Klein · Niewiadoma · Oudeman · Paladin · Rooijakkers · Roy
Bäckstedt (vanaf 1/9) · Bauernfeind · Bossuyt · Bradbury · Chabbey · Cromwell · van der Duin · Dygert · Niedermaier · Niewiadoma · Paladin · Rooijakkers · Roy · Skalniak-Sójka · Towers
Bäckstedt · Bauernfeind · Bossuyt · Bradbury · Chabbey · Cromwell · Czapla · van der Duin · Dygert · Morrice · Niedermaier · Niewiadoma · Paladin · Skalniak-Sójka · Towers
Aintila · Bäckstedt · Bauernfeind · Bradbury · Consonni · Cromwell · Czapla · van der Duin · Dygert · Klöser · Kolesava · Martins · Niedermaier · Niewiadoma · Paladin · Skalniak-Sójka · Towers · Uttrup Ludwig
- Virtual International Authority File: 317287736